# یواس‌اس ساسن‌ویل (پی‌سی-۱۱۴۹)
یواس‌اس ساسن‌ویل (پی‌سی-۱۱۴۹) (به انگلیسی: USS Susanville (PC-1149)) یک کشتی بود که طول آن ۱۷۳ فوت ۸ اینچ (۵۲٫۹۳ متر) بود. این کشتی در سال ۱۹۴۴ ساخته شد.